# Cixius homtiniensis
Cixius homtiniensis är en insektsart som beskrevs av Van Stalle 1988. Cixius homtiniensis ingår i släktet Cixius och familjen kilstritar. Inga underarter finns listade i Catalogue of Life.